# お家騒動
お家騒動（御家騒動、おいえそうどう）は、江戸時代の大名家における内紛である。現代においては、比喩的に企業（同族経営の会社に多い）や家族といった組織における内部抗争をお家騒動に擬えて呼ぶことがある。

## 概要
江戸時代の大名家では、藩主やその一族、家老などの一団の領袖となりうる立場の人間が派閥を作りあげて内紛を繰り広げた例が数多くあった。そのような事象が脚色されて、歌舞伎・狂言の御家物と呼ばれる様式の題材となって伝わったり、講談を通じて広まったことにより、お家騒動として江戸の庶民に知られるようになる。そのために演目とすることがはばかられた将軍家や、内訌の規模が小さい旗本や商家、農家におけるもめごとはお家騒動とは認知されていなかった。
抗争の原因として最も多いのは、家臣間の対立である。古参ともいうべき譜代の家臣と新参の家臣や出頭人との対立、当主の代替わりにおける役職交代による軋轢、藩政改革にともなう守旧派と改革派の対立、幕末期における信条の対立など、家臣間には主導権や藩政の方向性をめぐってあらゆる派閥抗争の動機があった。
また、藩主と家臣団の軋轢を要因としてお家騒動を起こした例もあった。有力な家臣を排除することで自身の権力を強化しようする藩主がいる一方で、家臣にとって不利益だったり、無能な主君を隠居や押込などの手段で廃立しようとする家臣も存在した。また、諍いが原因で大名家を出奔した家臣がお家騒動の発端をつくった例もある。
その他では家督相続や養子縁組が事由の抗争も発生した。加賀騒動、黒田騒動、伊達騒動の「三大お家騒動」などではこれらの原因がいくつも複合していた。
こうした内紛は大名家中で解決するのがならわしであったが、問題を幕府や本家、親族の大名に訴え出ることで仲介や裁定を頼んだ当事者もいた。特に江戸時代初期の騒動では、求めに応じた幕府が審理にもとづいて大名家に介入し、改易や減封、転封などの処置を下している。しかし江戸中期の徳川家宣の治世を経て、幕府は政策を改めて関与を徐々に減らし、19世紀はじめの仙石騒動を最後に、お家騒動への介入は行っていない。

## 研究史
戦後に実証主義的な歴史学が興るまでは、勧善懲悪的な倫理観や史観から「忠臣」や「奸臣」といった儒教的評価による評論に終始していたが、戦後の実証研究では1965年（昭和40年）に北島正元が『御家騒動』を刊行し、従来の実録・講談類の文芸作品による虚構を廃し、幕藩体制論の視点から個別の御家騒動を検討した。
北島以降も御家騒動研究は、一次資料に依拠し勧善懲悪史観を離れた視点による方法論が基本となり、吉永昭は個別御家騒動に関する把握を行い、笠谷和比古は1988年（昭和63年）に主君押込論を提唱した。また、福田千鶴は御家騒動の体系的な研究を行なっている。
御家騒動の分析は中世から近世にかけての家中意識（中世武士団から近世家臣団）の変化を探る上でも注目されているほか、幕藩体制論における御家騒動の位置付けも従来の幕府による諸大名家取り潰しの政策であったとする見解にも疑問が唱えられている。
また主従関係や性欲（男色）・名誉（意地）など武家の心性に関する検討も盛んになり、御家騒動は日本社会における組織や行動原理の起源に求め得るテーマとしても注目されている。従来は方法論として排除されてきた実録・講談類の文芸作品も、近世における慰霊・鎮魂意識や政治的利用、虚構の成立経緯や歴史的役割を検討することが行われはじめている。

## 主なお家騒動
- 1603年（慶長8年）：横田騒動（中村氏 - 米子藩）
- 1603年（慶長8年）：川井事件（佐竹氏 - 久保田藩）
- 1608年（慶長13年）：津軽騒動（津軽氏 - 弘前藩）
- 1608年（慶長13年）：筒井騒動（筒井氏 - 伊賀上野藩）
- 1610年（慶長15年）：越後福嶋騒動（堀氏 - 高田藩）
- 1612年（慶長17年）：越前騒動（越前松平家 - 福井藩）
- 1617年（元和3年）：最上騒動（最上氏 - 山形藩）
- 1618年（元和4年）：牛方馬方騒動（加藤氏 - 熊本藩）
- 1620年（元和6年）：和霊騒動（山家清兵衛事件、伊達氏 - 宇和島藩）
- 1626年（寛永3年）：柳川一件（宗氏 - 対馬藩）
- 1626年（寛永3年）：上方下方騒動（秋月氏 - 高鍋藩）
- 1630年（寛永7年）：寛永蒲生騒動（蒲生氏 - 伊予松山藩）
- 1633年（寛永10年）：黒田騒動（栗山大膳事件、黒田氏 - 福岡藩）
- 1633年（寛永10年）：海部騒動（益田豊後事件、蜂須賀氏 - 徳島藩）
- 1634年（寛永11年）：船橋騒動（津軽氏 - 弘前藩）
- 1635年（寛永12年）：津和野騒動（塩治騒動、亀井氏 - 津和野藩）
- 1639年（寛永16年）：会津騒動（加藤氏 - 会津藩）
- 1640年（寛永17年）：生駒騒動（生駒氏 - 高松藩）
- 1640年（寛永17年）：池田騒動（池田氏 - 山崎藩）
- 1640年（寛永17年）：お下の乱（相良氏 - 人吉藩）
- 1646年（正保3年） ：酒井長門守一件（酒井氏 - 庄内藩）
- 1648年（慶安元年）：丹波福知山騒動（稲葉騒動、稲葉氏 - 福知山藩）
- 1648年（慶安元年）：古田騒動（古田氏 - 浜田藩）
- 1648年（慶安元年）：喜連川騒動（喜連川氏 - 喜連川藩）
- 1660年（万治3年）：伊達騒動（綱宗隠居事件、伊達氏 - 仙台藩）
- 1665年（寛文5年）：伊達騒動（寛文事件、伊達氏 - 仙台藩）
- 1679年（延宝7年）：越後騒動（高田騒動、越前松平家 - 高田藩）
- 1680年（延宝8年）：小姓騒動（内藤氏 - 磐城平藩）
- 1687年（貞享4年）：烏山騒動（那須氏 - 烏山藩）
- 1697年（元禄10年）：伊達騒動（綱村隠居事件、伊達氏 - 仙台藩）
- 1702年（元禄15年）：丹羽家騒動（一色丹羽氏 - 岩村藩）
- 1710年（宝永7年）：野村騒動（久松松平氏 - 桑名藩）
- 1748年（寛延元年）：加賀騒動（前田氏 - 加賀藩）
- 1751年（宝暦元年）：水野騒動（水野氏 - 岡崎藩）
- 1751年（宝暦元年）：姫路騒動（酒井氏 - 前橋藩 → 姫路藩[注釈 1]）
- 1753年（宝暦3年）：安藤騒動（安藤氏 - 加納藩）
- 1757年（宝暦7年）：秋田騒動（佐竹氏 - 久保田藩）
- 1758年（宝暦8年）：石徹白騒動（金森氏 - 郡上藩）
- 1759年（宝暦9年）：竹鉄砲事件（相良氏 - 人吉藩）
- 1773年（安永2年）：七家騒動（七家訴状事件、上杉氏 - 米沢藩）
- 1803年（享和3年）：小笠原騒動（小笠原氏 - 小倉藩、歌舞伎の演目小笠原諸礼忠孝の元となった）
- 1808年（文化5年）：近思録崩れ（文化朋党事件 / 秩父崩れ、島津氏 - 薩摩藩）
- 1811年（文化8年）：白黒騒動（小笠原氏 - 小倉藩）
- 1814年（文化11年）：八柳騒動（戸沢氏 - 新庄藩）
- 1824年（文政7年）：仙石騒動（仙石氏 - 出石藩）
- 1849年（嘉永2年）：お由羅騒動（嘉永朋党事件 / 高崎崩れ、島津氏 - 薩摩藩）
- 1863年（文久3年）：土佐勤王党の獄（山内氏 - 土佐藩）
- 1865年（元治元年）：功山寺挙兵（元治の内乱、毛利氏 - 長州藩）
- 1865年（慶応元年）：乙丑の獄（黒田氏 - 福岡藩）
- 1868年（慶応4年）：青松葉事件（尾張徳川家 - 尾張藩）
- 1868年（慶応4年）：鞠山騒動（若狭酒井家 - 敦賀藩）
- 1870年（明治3年）：庚午事変（稲田騒動、蜂須賀氏 - 徳島藩）
- 1879年（明治12年）：相馬事件（旧中村藩主、相馬氏）

## 江戸時代以前の家督争い・内紛
- 996年（長徳2年）：長徳の変（藤原氏の内紛）
- 1205年（元久4年）：牧氏事件（北条氏一門の内紛）
- 1246年（寛元4年）：宮騒動（北条氏一門の内紛）
- 1272年（文永9年）：二月騒動（北条氏の内紛）
- 1305年（嘉元3年）：嘉元の乱（北条氏の内紛）
- 1326年（正中3年）：嘉暦の騒動（北条得宗の家督争い）
- 1350年（正平5年/観応元年）：観応の擾乱（足利氏の内紛）
- 1458年（長禄2年）：長禄合戦（越前守護斯波氏と守護代甲斐氏による主導権争い）
- 1465年（寛正6年）：武衛騒動（斯波氏の家督争い）
- 1470年（文明2年）：京極騒乱（京極氏の家督争い。応仁の乱と同時期に発生した）
- 1507年（永正4年）：永正の錯乱（細川氏の家督争い）
- 1536年（天文5年）：花倉の乱（今川氏の家督争い）
- 1541年（天文10年）：信虎追放事件（甲斐武田氏における当主追放事件）
- 1542年（天文11年）：天文の乱（伊達氏の内紛、主君押込）
- 1550年（天文19年）：二階崩れの変（大友氏の家督争い）
- 1556年（弘治2年）：長良川の戦い（斎藤氏の内紛）
- 1556年（弘治2年）：稲生の合戦（織田氏の内紛）
- 1563年（永禄6年）：観音寺騒動（六角氏の内紛）
- 1567年（永禄10年）：義信事件（甲斐武田氏の内紛）
- 1578年（天正6年）：御館の乱（上杉氏の家督争い）
- 1579年（天正7年）：信康事件（徳川氏の内紛）
- 1590年（天正18年）：鍋島騒動（鍋島氏の主家龍造寺氏に代わる藩主就任）
- 1595年（文禄4年）：秀次事件（豊臣氏の内紛）
- 1595年（文禄4年）：蒲生騒動（蒲生氏の内紛。幼君蒲生秀行を巡る重臣間の騒乱）
- 1599年（慶長4年）：庄内の乱（島津氏の内紛、重臣伊集院氏を誅殺・粛清）
- 1599年（慶長4年）：宇喜多騒動（宇喜多氏の内紛）

## 現代の「お家騒動」
「ロッテお家騒動」のように、企業の経営陣内で対立が起き退職し新会社を設立したケースや、社長など経営陣がクーデターを起こされ解任されたケースなどが比喩的に「お家騒動」と呼ばれる場合がある。